# Pfaffia sericea
Pfaffia sericea är en amarantväxtart som beskrevs av Carl Friedrich Philipp von Martius. Pfaffia sericea ingår i släktet Pfaffia och familjen amarantväxter. Inga underarter finns listade i Catalogue of Life.